# Prix des futurs leaders africains
Pour les articles homonymes, voir Fala.
Le Prix des futurs leaders africains (Future Africa Leaders Award, FALA) est un prix annuel décerné à 10 jeunes africains qui ont contribué de manière significative à leurs communautés locales à travers l'innovation, l'éducation sociétale sur les problèmes locaux et mondiaux, le développement de solutions pour lutter contre les problèmes sociétaux, le plaidoyer, l'éducation sociale et la sensibilisation sociétale. Chaque lauréat reçoit une subvention de 10 000 USD et un gagnant exceptionnel parmi les 10, le prix étoile, reçoit 25 000 USD supplémentaires. Depuis sa création, 110 jeunes de 28 pays (en 2023) ont remporté ce prix parmi des milliers de candidatures examinées chaque année.

## Historique
Le Future Africa Leaders Award est créé en 2013 et il est organisé chaque année par la Future Africa Leaders Foundation, une sous-organisation de la Chris Oyakhilome Foundation International (en) (COFI). Le prix reconnaît le rôle des jeunes leaders en tant que moteurs du progrès et du développement en Afrique et, par conséquent, seuls les jeunes africains âgés de 16 à 23 ans sont éligibles comme lauréats. Le processus de sélection commence au cours de l'année au cours de laquelle les candidatures sont soumises sur le site officiel de la Fondation, après quoi un processus d'examen et de vérification est lancé jusqu'à ce qu'une liste finale de 30 candidats soit présélectionnée et présentée.
Il est décerné chaque année à 10 jeunes à travers l'Afrique âgés de 16 à 23 ans par le parrain de la fondation et hôte de la cérémonie de remise des prix, Chris Oyakhilome.
Chaque année, le prix est décerné le 31 décembre de la nouvelle année en présence physique de tous les lauréats au Nigeria. Depuis 2018, la cérémonie est présidée par l'ancien président nigérian Olusegun Obasanjo, avec des conférenciers principaux tels que la Présidente du Liberia Ellen Johnson Sirleaf, le Président du Nigeria Goodluck Jonathan, Arikana Chihombori-Quao, Solomon Dalung (en) et la lauréate du Prix Nobel de la paix Leymah Gbowee étaient présents.
Depuis sa création, 1,35 million de dollars de subventions sont accordés à 110 bénéficiaires de 28 pays africains.
En 2023, la Future Africa Leaders Foundation fait don de 500 millions de nairas pour le développement de la bibliothèque présidentielle Olusegun Obasanjo (en) dans l’État d'Ogun, au Nigeria.

## Lauréats du prix étoile
Parmi les dix lauréats qui reçoivent chaque année 10 000 $, un lauréat vedette en ressort et reçoit 25 000 $ supplémentaires. Vous trouverez ci-dessous une liste des gagnants des prix "étoile" chaque année :
| Nom                  | Pays           | Année | Projet |
| -------------------- | -------------- | ----- | --- |
| Sharon Ajide         | Nigeria        | 2013  | [ 11 ] |
| Lotan Salapei        | Kenya          | 2014  | Salapei a sensibilisé le Kenya aux mutilations génitales féminines, une pratique considérée comme une violation des droits de l'homme. Lors de la Journée internationale de tolérance zéro pour les mutilations génitales féminines au Kenya, Salapei a donné des conférences éducatives et a rencontré et soutenu les personnes concernées. En outre, il a fourni des lampes solaires aux élèves d'une école primaire au Kenya. |
| Rose Sakala          | Malawi         | 2015  | Création d'un groupe de jeunes avec des centres dans 6 universités du Malawi, collaborant avec des organisations pour aider plus de 5 000 jeunes et femmes à réaliser leurs idées potentiellement viables, à s'attaquer aux problèmes auxquels ils sont confrontés, à les éduquer et à leur donner les moyens de vivre une vie plus épanouie.                                                                                    |
| Karen Musodza        | Afrique du Sud | 2016  | Elle a dirigé plusieurs initiatives de lutte contre la criminalité chez les jeunes, organisant des séminaires de transformation pour lutter contre la criminalité en collaboration avec la police et d'autres institutions civiles. Elle a eu un impact sur plusieurs milliers de jeunes en Afrique du Sud, ce qui lui a valu les félicitations de la police.                                                                    |
| Naomi Ekpoki         | Nigeria        | 2017  | À 15 ans, elle a fondé la Senema Love Foundation, qui s'est attachée à fournir une éducation et des compétences à plus de 1 700 jeunes. |
| Isaiah Deng          | Soudan du Sud  | 2018  | Contribuant au développement national après la longue guerre civile au Sud-Soudan, Isaiah Deng a mis au point un programme intitulé "Acquérir des compétences pour votre avenir", dans le cadre duquel il a enseigné l'informatique et inspiré des milliers de jeunes sur le pouvoir du développement durable et de la construction d'une nation.                                                                                |
| Heline Eweni         | Cameroun       | 2019  | [ 14 ] |
| Wawa Gwei Michael    | Cameroun       | 2020  | Il a fondé une ONG intitulée "Youth Empowerment through Science and Technology" (YEST) qui a organisé de nombreuses conférences et séminaires, touchant des milliers de jeunes au Cameroun. En collaboration avec d'autres institutions, il a organisé une foire commerciale technologique qui a présenté plus de 15 nouvelles inventions, ainsi qu'un défi communautaire Teck.                                                  |
| Nervis Nzomethiah    | Cameroun       | 2021  | Il a créé une communauté technologique appelée Nervtek, |
| Lebsey Petmia Lebaga | Cameroun       | 2022  | Lebsey Lebaga a eu un impact sur plus de 8000 jeunes au Cameroun par le biais de diverses conférences et séminaires. |